# Marnaves
Marnaves est une commune française du département du Tarn, en région Occitanie.
La commune possède un patrimoine naturel remarquable : un site Natura 2000  et quatre zones naturelles d'intérêt écologique, faunistique et floristique.

## Géographie

### Localisation
La commune, située dans le nord-ouest du Tarn, et limitrophe du département de Tarn-et-Garonne. fait partie du Gaillacois, un pays qui doit sa notoriété à la qualité de ses vins.
Elle se situe à 27 km au nord-ouest d'Albi, à 30 km au sud de Villefranche-de-Rouergue et à 45 km au nord-est de Montauban.
Situé sur le chemin de Saint Jacques de Compostelle, Marnaves est traversé par les GR 36 et 46, et par la Gresinòlha, chemins de randonnée renommés

### Communes limitrophes
Les communes limitrophes sont  Labarthe-Bleys, Milhars, Mouzieys-Panens, Roussayrolles et Tonnac.
| Féneyrols (Tarn-et-Garonne, par un quadripoint) | Milhars  | Mouzieys-Panens |
| Roussayrolles                                   | Marnaves |                 |
|                                                 | Tonnac   | Labarthe-Bleys  |

### Géologie et relief
La superficie de la commune est de 1 029 hectares ; son altitude varie de 150  à   488 mètres.

### Hydrographie

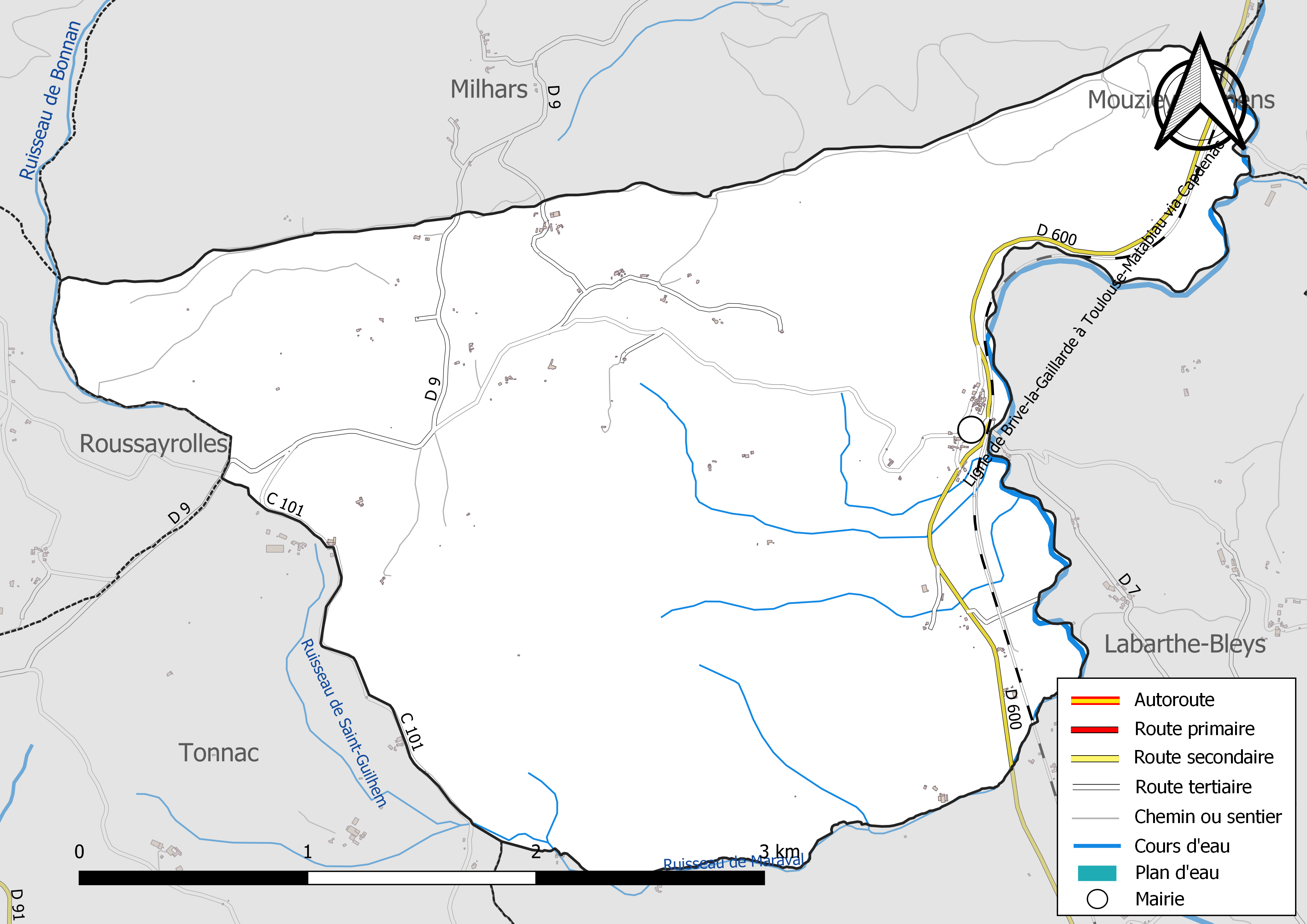
Réseaux hydrographique et routier de Marnaves.

La commune est dans le bassin de la Garonne, au sein du bassin hydrographique Adour-Garonne.
Elle est drainée par le Cérou, le ruisseau de Bonnan, le ruisseau d'Ampoul, le ruisseau de Maraval, le ruisseau de Saint-Guilhem et par divers petits cours d'eau, qui constituent un réseau hydrographique de 12 km de longueur totale,.
Le Cérou, d'une longueur totale de 87,1 km, prend sa source dans la commune de Saint-Jean-Delnous et s'écoule d'est en ouest. Il traverse la commune et se jette dans l'Aveyron à Varen, après avoir traversé 23 communes.

### Climat
Pour des articles plus généraux, voir Climat de l'Occitanie et Climat du Tarn.
En 2010, le climat de la commune est de type climat du Bassin du Sud-Ouest, selon une étude du Centre national de la recherche scientifique s'appuyant sur une série de données couvrant la période 1971-2000. En 2020, Météo-France publie une typologie des climats de la France métropolitaine dans laquelle la commune est exposée à un climat océanique altéré et est dans la région climatique Aquitaine, Gascogne, caractérisée par une pluviométrie abondante au printemps, modérée en automne, un faible ensoleillement au printemps, un été chaud (19,5 °C), des vents faibles, des brouillards fréquents en automne et en hiver et des orages fréquents en été (15 à 20 jours).
Pour la période 1971-2000, la température annuelle moyenne est de 13 °C, avec une amplitude thermique annuelle de 15,8 °C. Le cumul annuel moyen de précipitations est de 857 mm, avec 10,4 jours de précipitations en janvier et 5,8 jours en juillet. Pour la période 1991-2020, la température moyenne annuelle observée sur la station météorologique de Météo-France la plus proche, « St-antonin-teus », sur la commune de Saint-Antonin-Noble-Val à 12 km à vol d'oiseau, est de 13,8 °C et le cumul annuel moyen de précipitations est de 872,1 mm. 
La température maximale relevée sur cette station est de 42,5 °C, atteinte le 27 juin 2019 ; la température minimale est de −14 °C, atteinte le 9 février 2012,,.
Les paramètres climatiques de la commune ont été estimés pour le milieu du siècle (2041-2070) selon différents scénarios d'émission de gaz à effet de serre à partir des nouvelles projections climatiques de référence DRIAS-2020. Ils sont consultables sur un site dédié publié par Météo-France en novembre 2022.

### Milieux naturels et biodiversité

#### Réseau Natura 2000

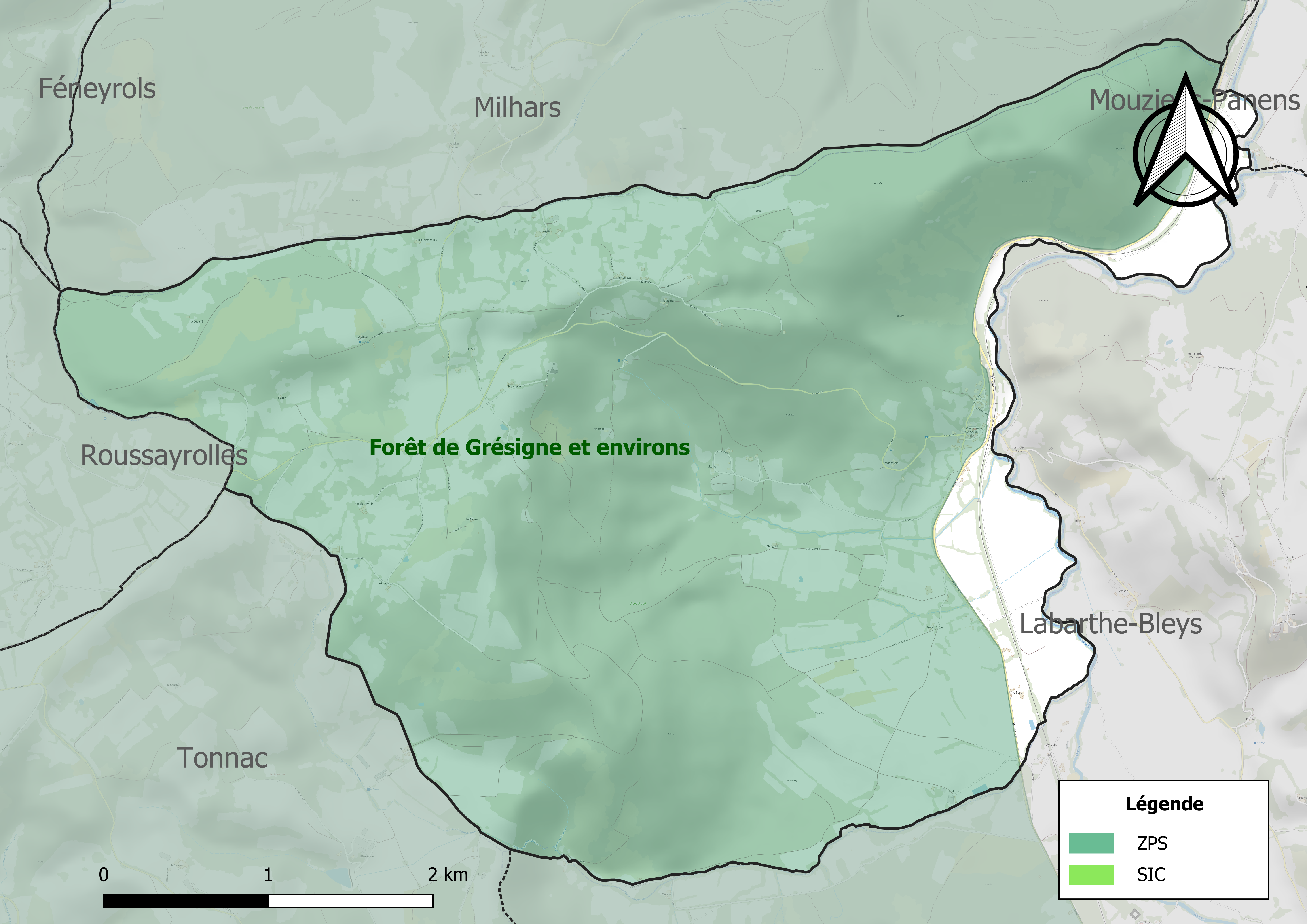
Sites Natura 2000 sur le territoire communal.

Le réseau Natura 2000 est un réseau écologique européen de sites naturels d'intérêt écologique élaboré à partir des directives habitats et oiseaux, constitué de zones spéciales de conservation (ZSC) et de zones de protection spéciale (ZPS).
Un site Natura 2000 a été défini sur la commune au titre  de la directive oiseaux : la « forêt de Grésigne et environs », d'une superficie de 27 701 ha, un site où onze espèces de l'annexe 1 se reproduisent régulièrement sur le site, parmi lesquelles sept espèces de rapaces (dont le Faucon pèlerin et le Grand-duc d'Europe).

#### Zones naturelles d'intérêt écologique, faunistique et floristique
L’inventaire des zones naturelles d'intérêt écologique, faunistique et floristique (ZNIEFF) a pour objectif de réaliser une couverture des zones les plus intéressantes sur le plan écologique, essentiellement dans la perspective d’améliorer la connaissance du patrimoine naturel national et de fournir aux différents décideurs un outil d’aide à la prise en compte de l’environnement dans l’aménagement du territoire.
Trois ZNIEFF de type 1 sont recensées sur la commune :
- les « coteaux secs de Maraval » (243 ha), couvrant 3 communes du département[17] ;
- le « plateau et escarpements de la forêt de Marnaves et Milhars » (513 ha), couvrant 2 communes du département[18] ;
- la « vallée de Bonnan, forêt de Grézelles et vallon de Bayolle » (729 ha), couvrant 5 communes dont quatre dans le Tarn et une dans le Tarn-et-Garonne[19] ;

et une ZNIEFF de type 2, : 
la « forêt de Grésigne et environs » (18 733 ha), couvrant 21 communes dont 17 dans le Tarn et quatre dans le Tarn-et-Garonne.

Carte des ZNIEFF de type 1 et 2 à Marnaves.
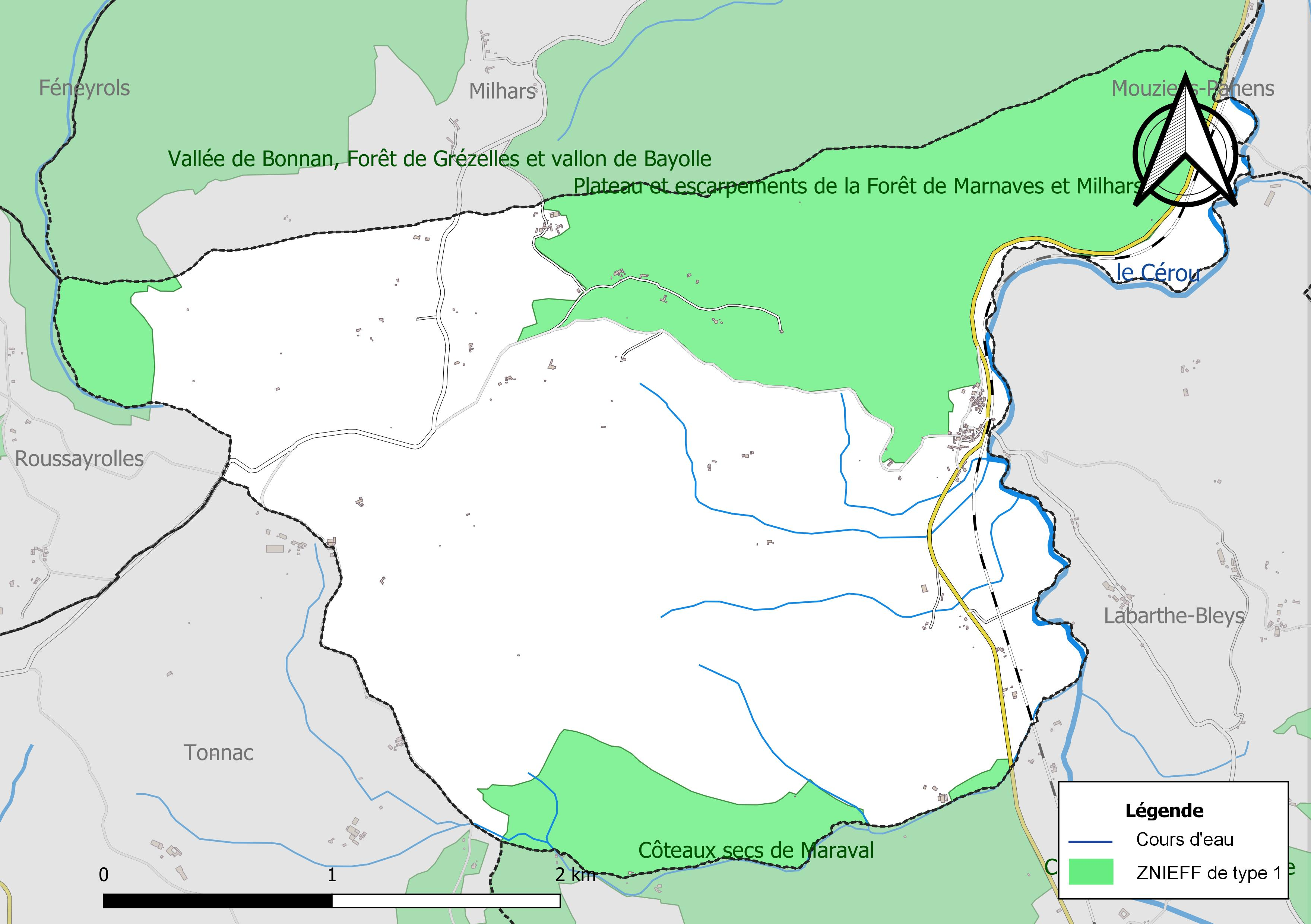
Carte des ZNIEFF de type 1 sur la commune.
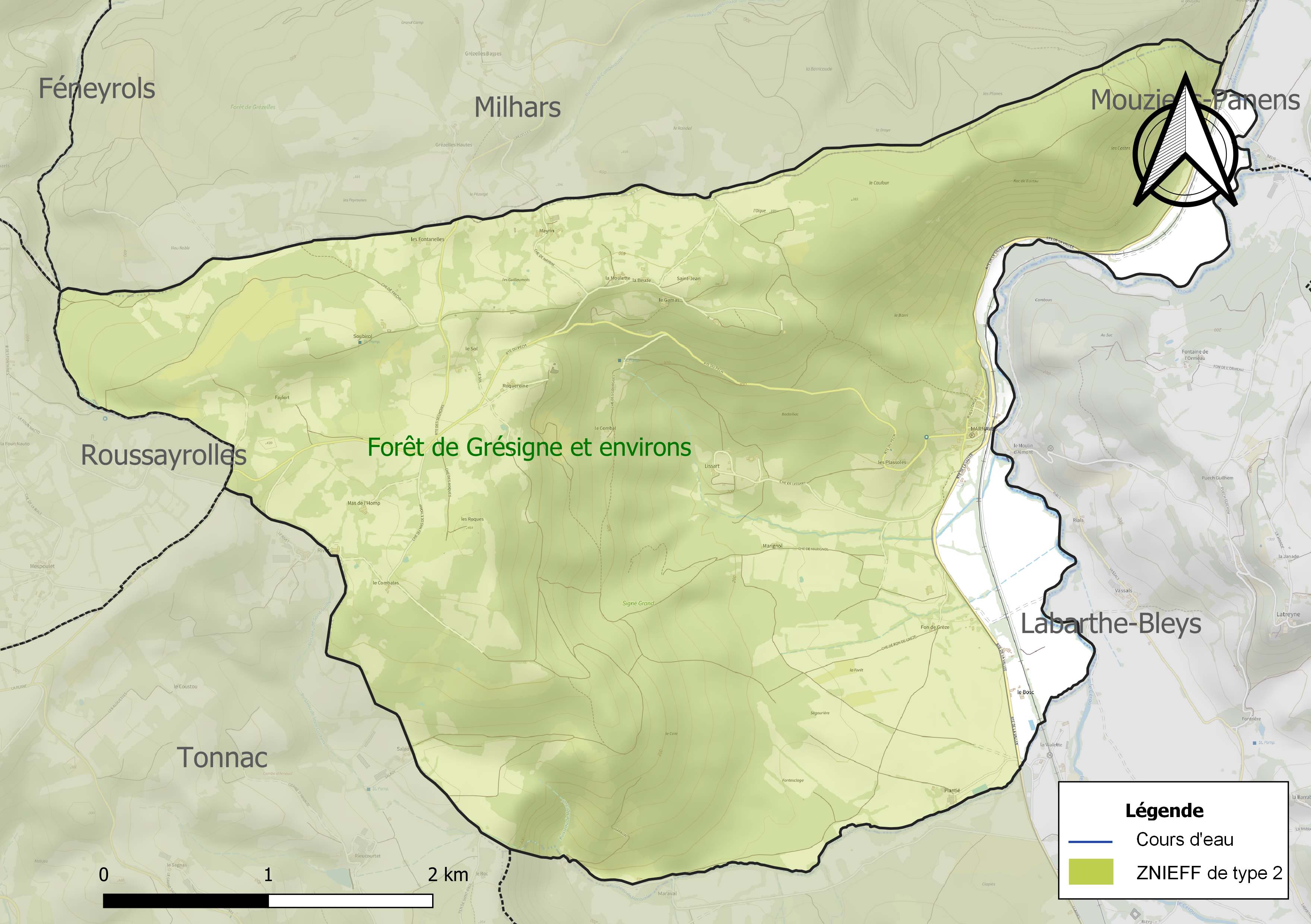
Carte de la ZNIEFF de type 2 sur la commune.

## Urbanisme
Marnaves est un village situé sur un promontoire dominant la vallée du Cérou. Ses rues sont bordées de murs de pierre sèche et ses maisons bâties en belle pierre de grès rose.

### Typologie
Au 1er janvier 2024, Marnaves est catégorisée commune rurale à habitat très dispersé, selon la nouvelle grille communale de densité à sept niveaux définie par l'Insee en 2022.
Elle est située hors unité urbaine et hors attraction des villes,.

### Occupation des sols

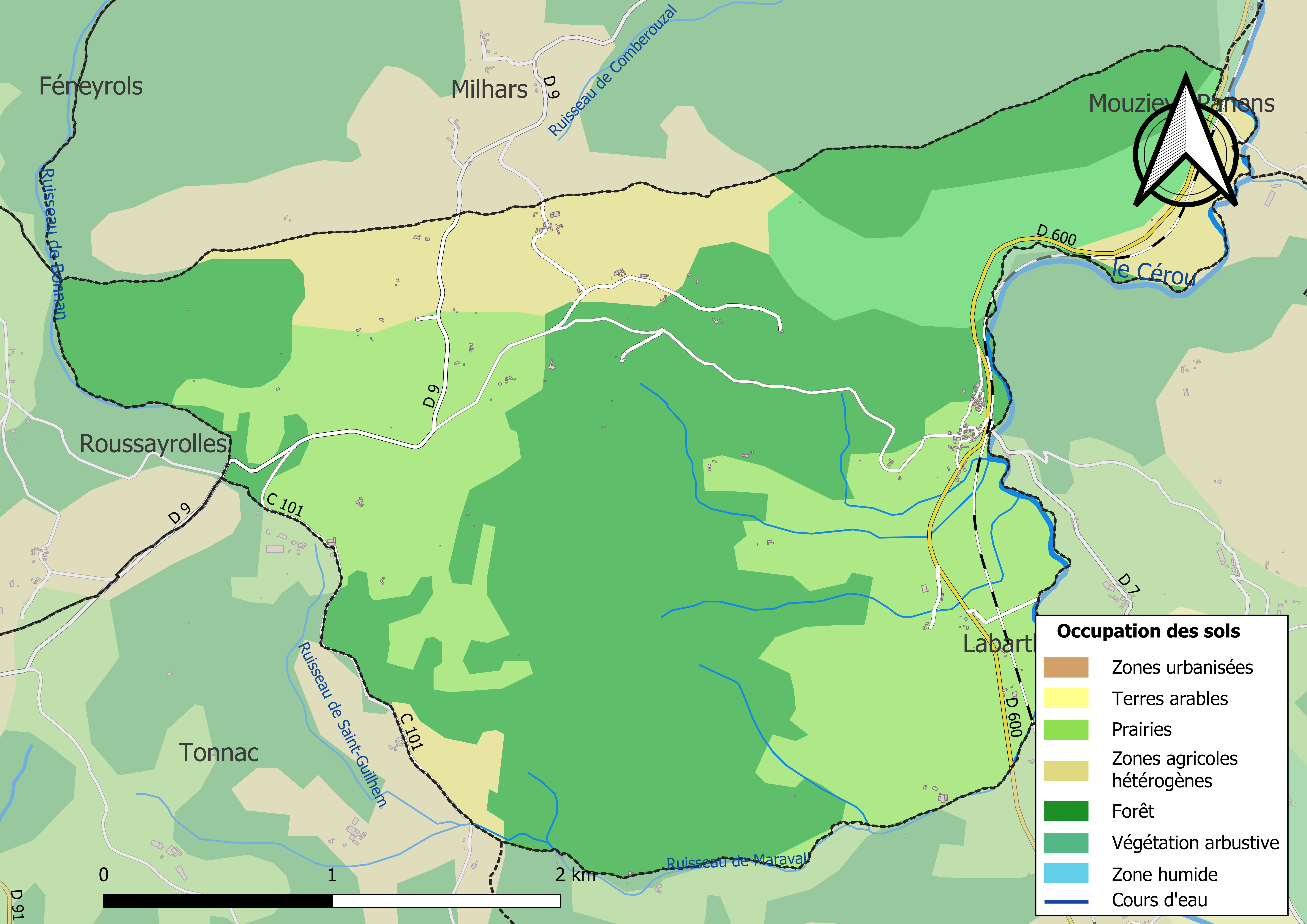
Carte des infrastructures et de l'occupation des sols de la commune en 2018 (CLC).

L'occupation des sols de la commune, telle qu'elle ressort de la base de données européenne d’occupation biophysique des sols Corine Land Cover (CLC), est marquée par l'importance des forêts et milieux semi-naturels (57,5 % en 2018), une proportion sensiblement équivalente à celle de 1990 (57,6 %). La répartition détaillée en 2018 est la suivante : 
forêts (49,9 %), zones agricoles hétérogènes (29,9 %), prairies (12,6 %), milieux à végétation arbustive et/ou herbacée (7,6 %). L'évolution de l’occupation des sols de la commune et de ses infrastructures peut être observée sur les différentes représentations cartographiques du territoire : la carte de Cassini (XVIIIe siècle), la carte d'état-major (1820-1866) et les cartes ou photos aériennes de l'IGN pour la période actuelle (1950 à aujourd'hui).

### Lieux-dits, hameaux et écarts
Pech est un hameau situé sur le plateau, avec son imposant château privé de Roquereine (ou La Prune), ses croix de chemins...

### Habitat et logement
En 2015 et 2020, le nombre total de logements dans la commune était de 66, alors qu'il était de 65 en 2010.
Parmi ces logements, 51,4 % étaient des résidences principales, 42,5 % des résidences secondaires et 6,1 % des logements vacants. Ces logements étaient pour 96,9 % d'entre eux des maisons individuelles et pour 1,6 % des appartements.
Le tableau ci-dessous présente la typologie des logements à Marnaves en 2020 en comparaison avec celle du Tarn et de la France entière. Une caractéristique marquante du parc de logements est ainsi une proportion de résidences secondaires et logements occasionnels (42,5 %), très supérieure à celle du département (7,4 %) et à celle de la France entière (9,7 %). Concernant le statut d'occupation de ces logements, 81,8 % des habitants de la commune sont propriétaires de leur logement (81,1 % en 2015), contre 66,9 % pour le Tarn et 57,5 pour la France entière.
| Typologie                                               | Marnaves | Tarn | France entière |
| ------------------------------------------------------- | -------- | ---- | -------------- |
| Résidences principales (en %)                           | 51,4     | 83,5 | 82,1           |
| Résidences secondaires et logements occasionnels (en %) | 42,5     | 7,4  | 9,7            |
| Logements vacants (en %)                                | 6,1      | 9,1  | 8,2            |

### Voies de communication et transports
La ligne 707 du réseau régional liO assure la desserte de la commune, en la reliant à Albi et à Milhars.

### Risques naturels et technologiques
Le territoire de la commune de Marnaves est vulnérable à différents aléas naturels : météorologiques (tempête, orage, neige, grand froid, canicule ou sécheresse), inondations, feux de forêts, mouvements de terrains et séisme (sismicité très faible). Il est également exposé à deux risques technologiques, le transport de matières dangereuses et la rupture d'un barrage, et à un risque particulier : le risque de radon. Un site publié par le BRGM permet d'évaluer simplement et rapidement les risques d'un bien localisé soit par son adresse soit par le numéro de sa parcelle.

#### Risques naturels
Certaines parties du territoire communal sont susceptibles d’être affectées par le risque d’inondation par débordement de cours d'eau, notamment le Cérou. La cartographie des zones inondables en ex-Midi-Pyrénées réalisée dans le cadre du XIe Contrat de plan État-région, visant à informer les citoyens et les décideurs sur le risque d’inondation, est accessible sur le site de la DREAL Occitanie. La commune a été reconnue en état de catastrophe naturelle au titre des dommages causés par les inondations et coulées de boue survenues en 1982 et 2021,.
Marnaves est exposée au risque de feu de forêt. En 2022, il n'existe pas de Plan de Prévention des Risques incendie de forêt (PPRif). Le débroussaillement aux abords des maisons constitue l’une des meilleures protections pour les particuliers contre le feu,.

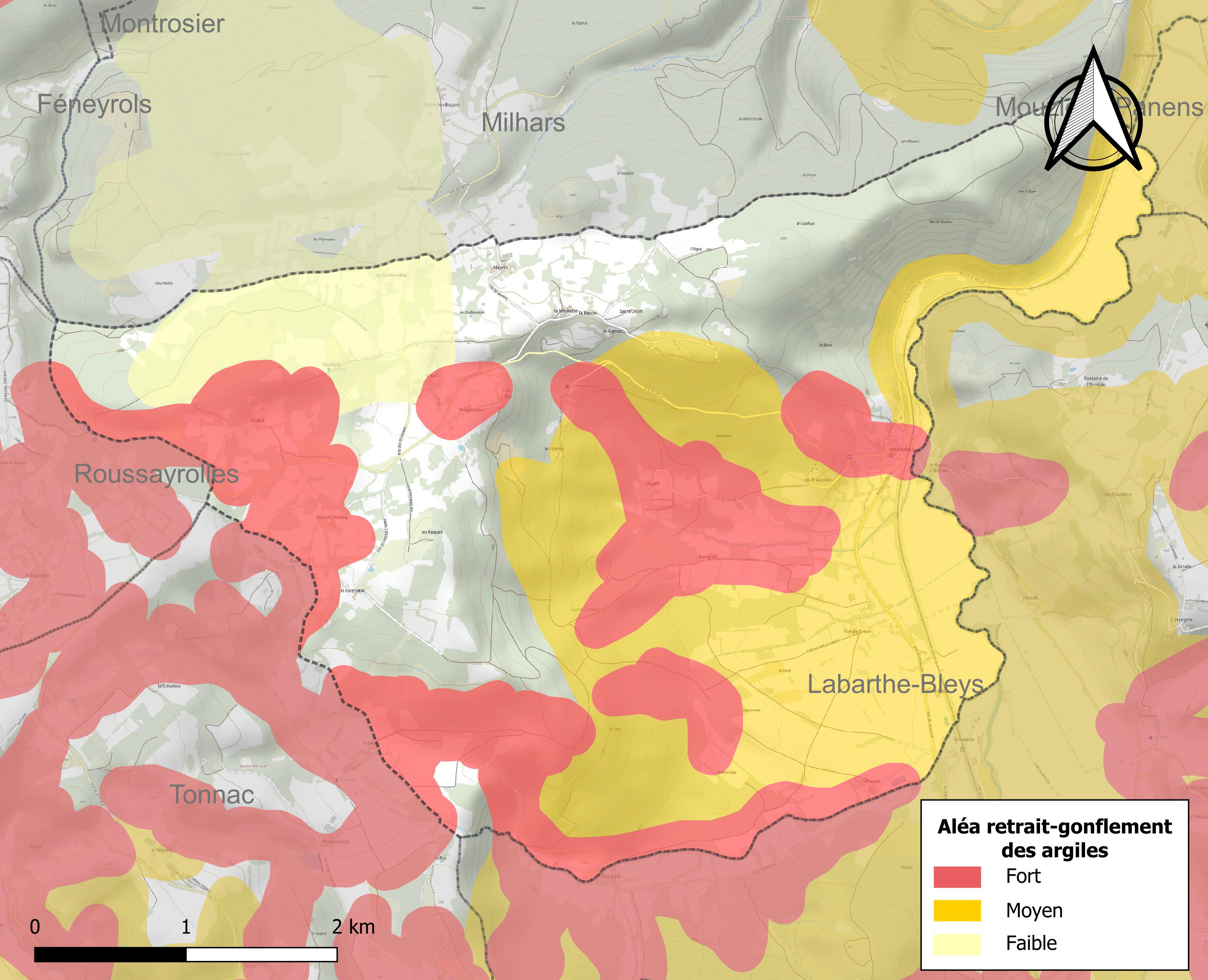
Carte des zones d'aléa retrait-gonflement des sols argileux de Marnaves.

La commune est vulnérable au risque de mouvements de terrains constitué principalement du retrait-gonflement des sols argileux. Cet aléa est susceptible d'engendrer des dommages importants aux bâtiments en cas d’alternance de périodes de sécheresse et de pluie. 60,8 % de la superficie communale est en aléa moyen ou fort (76,3 % au niveau départemental et 48,5 % au niveau national). Sur les 65 bâtiments dénombrés sur la commune en 2019, 48 sont en aléa moyen ou fort, soit 74 %, à comparer aux 90 % au niveau départemental et 54 % au niveau national. Une cartographie de l'exposition du territoire national au retrait gonflement des sols argileux est disponible sur le site du BRGM,.
Par ailleurs, afin de mieux appréhender le risque d’affaissement de terrain, l'inventaire national des cavités souterraines permet de localiser celles situées sur la commune.

#### Risques technologiques
Le risque de transport de matières dangereuses sur la commune est lié à sa traversée par des infrastructures routières ou ferroviaires importantes ou la présence d'une canalisation de transport d'hydrocarbures. Un accident se produisant sur de telles infrastructures est susceptible d’avoir des effets graves sur les biens, les personnes ou l'environnement, selon la nature du matériau transporté. Des dispositions d’urbanisme peuvent être préconisées en conséquence.
La commune est en outre située en aval d'un barrage de classe A. À ce titre elle est susceptible d’être touchée par l’onde de submersion consécutive à la rupture de cet ouvrage.

#### Risque particulier
Dans plusieurs parties du territoire national, le radon, accumulé dans certains logements ou autres locaux, peut constituer une source significative d’exposition de la population aux rayonnements ionisants. Certaines communes du département sont concernées par le risque radon à un niveau plus ou moins élevé. Selon la classification de 2018, la commune de Marnaves est classée en zone 3, à savoir zone à potentiel radon significatif.

## Toponymie
La marne est un type de roche sédimentaire qui peut prendre des couleurs diverses selon sa composition. Compte tenu de la présence de dunes de sable rouge à proximité de la commune, le nom pourrait provenir des roches marneuses. Quant à la partie "aves", elle peut provenir d'une contraction de "marnerave", littéralement la ravine de marne. Le lieu-dit "Maraval" de la commune indique la notion de vallée de marne et renforce la probabilité d'origine "marne" pour le nom[réf. nécessaire].

## Politique et administration

### Rattachements administratifs et électoraux

#### Rattachements administratifs
La commune se trouve dans l'arrondissement d'Albi du département du Tarn.
Elle faisait partie depuis 1802 du canton de Vaour. Dans le cadre du redécoupage cantonal de 2014 en France, cette circonscription administrative territoriale a disparu, et le canton n'est plus qu'une circonscription électorale.

#### Rattachements électoraux
Pour les élections départementales, la commune fait partie depuis 2014 du canton de Carmaux-2 Vallée du Cérou
Pour l'élection des députés, elle fait partie de la deuxième circonscription du Tarn.

### Intercommunalité
Marnaves était membre de la petite communauté de communes du Causse Nord-Ouest du Tarn, un établissement public de coopération intercommunale (EPCI) à fiscalité propre créé en 1995 et auquel la commune avait transféré un certain nombre de ses compétences, dans les conditions déterminées par le code général des collectivités territoriales.
Conformément aux prescriptions de la loi de réforme des collectivités territoriales du 16 décembre 2010, qui a prévu le renforcement et la simplification des intercommunalités et la constitution de structures intercommunales de grande taille, cette intercommunalité a fusionné avec sa voisine pour former, le 1er janvier 2017, la communauté de communes du Cordais et du Causse, dont est désormais membre la commune.

### Administration municipale
Le nombre d'habitants étant inférieur à 100, le nombre de membres du conseil municipal est de sept,, y compris le maire et ses adjoints.

### Liste des maires
| Période                                  | Période                        | Identité                  | Étiquette | Qualité                                               |
| ---------------------------------------- | ------------------------------ | ------------------------- | --------- | ----------------------------------------------------- |
| Les données manquantes sont à compléter. |                                |                           |           |                                                       |
|                                          |                                |                           |           |                                                       |
| 1793                                     | 1798                           | Jean Vergnes              |           |                                                       |
| 1796                                     | 1808                           | Jean Courssieres          |           |                                                       |
| 1808                                     | 1813                           | Pierre Allies             |           |                                                       |
| 1813                                     | 1821                           | Guillaume Molinier        |           |                                                       |
| 1821                                     | 1829                           | Joseph Portes             |           |                                                       |
| 1829                                     | 1833                           | Pierre Sudre              |           |                                                       |
| 1833                                     | 1844                           | Jean Pierre Molinier      |           |                                                       |
| 1844                                     | 1848                           | Jean Molinier             |           |                                                       |
| 1848                                     | 1849                           | Jean Bernard Portes       |           |                                                       |
| 1849                                     | 1855                           | Pierre Astoul             |           |                                                       |
| 1855                                     | 1894                           | Joseph Alies              |           |                                                       |
| 1894                                     | 1903                           | Jules Marie Edouard Alies |           |                                                       |
|                                          |                                |                           |           |                                                       |
| mars 2001                                | mars 2008                      | Noël Marty                |           |                                                       |
| mars 2008                                | mars 2014                      | Pierre Prévot             |           |                                                       |
| mars 2014                                | août 2023                      | Sabine Ourliac            |           | Cadre de la fonction publique Morte en fonction       |
| octobre 2023                             | En cours (au 30 novembre 2023) | Benoît Ourliac            |           | Cadre de la fonction publique, veuf de Sabine Ourliac |

## Équipements et services publics

### Eau et déchets
L'adduction en eau potable est assurée dans la commune depuis 1960 depuis un captage situé au lieu-dit La Croze, rénové en 2016.

### Enseignement
Marnaves fait partie de l'Académie de Toulouse.

## Population et société
Les habitants sont appelés les Marnavois ou  Marnavoises.

### Démographie
L'évolution du nombre d'habitants est connue à travers les recensements de la population effectués dans la commune depuis 1793. Pour les communes de moins de 10 000 habitants, une enquête de recensement portant sur toute la population est réalisée tous les cinq ans, les populations de référence des années intermédiaires étant quant à elles estimées par interpolation ou extrapolation. Pour la commune, le premier recensement exhaustif entrant dans le cadre du nouveau dispositif a été réalisé en 2004.

En 2022, la commune comptait 82 habitants, en évolution de +6,49 % par rapport à 2016 (Tarn : +2,52 %, France hors Mayotte : +2,11 %).
| 1793 | 1800 | 1806 | 1821 | 1831 | 1836 | 1841 | 1846 | 1851 |
| ---- | ---- | ---- | ---- | ---- | ---- | ---- | ---- | ---- |
| 309  | 345  | 336  | 379  | 368  | 369  | 349  | 357  | 361  |

| 1856 | 1861 | 1866 | 1872 | 1876 | 1881 | 1886 | 1891 | 1896 |
| ---- | ---- | ---- | ---- | ---- | ---- | ---- | ---- | ---- |
| 361  | 358  | 347  | 310  | 331  | 311  | 308  | 305  | 269  |

| 1901 | 1906 | 1911 | 1921 | 1926 | 1931 | 1936 | 1946 | 1954 |
| ---- | ---- | ---- | ---- | ---- | ---- | ---- | ---- | ---- |
| 262  | 212  | 223  | 169  | 136  | 149  | 146  | 129  | 114  |

| 1962 | 1968 | 1975 | 1982 | 1990 | 1999 | 2004 | 2006 | 2009 |
| ---- | ---- | ---- | ---- | ---- | ---- | ---- | ---- | ---- |
| 132  | 111  | 96   | 92   | 74   | 81   | 86   | 85   | 79   |

| 2014 | 2019 | 2022 | - | - | - | - | - | - |
| ---- | ---- | ---- | - | - | - | - | - | - |
| 76   | 76   | 82   | - | - | - | - | - | - |

Marnaves est une commune rurale qui compte 82 habitants en 2022, après avoir connu un pic de population de 379 habitants en 1821.
| selon la population municipale des années : | 1968 | 1975 | 1982 | 1990 | 1999 | 2006 | 2009 | 2013 |
| Rang de la commune dans le département      | 266  | 317  | 287  | 310  | 306  | 303  | 308  | 309  |
| Nombre de communes du département           | 326  | 324  | 324  | 324  | 324  | 323  | 323  | 323  |

### Manifestations culturelles et festivités
L’église Saint-Médard abrite l’été des animations musicales qui participent à l’ambiance du village[réf. nécessaire]

### Sports et loisirs
Chasse, pétanque,

## Économie

### Emploi
|                | 2008  | 2013   | 2018   |
| -------------- | ----- | ------ | ------ |
| Commune        | 5,7 % | 11,6 % | 12,2 % |
| Département    | 8,2 % | 9,9 %  | 10 %   |
| France entière | 8,3 % | 10 %   | 10 %   |

En 2018, la population âgée de 15 à 64 ans s'élève à 41 personnes, parmi lesquelles on compte 70,7 % d'actifs (58,5 % ayant un emploi et 12,2 % de chômeurs) et 29,3 % d'inactifs,. En  2018, le taux de chômage communal (au sens du recensement) des 15-64 ans est supérieur à celui du département et de la France, alors qu'en 2008 la situation était inverse.
La commune est hors attraction des villes,. Elle compte 9 emplois en 2018, contre 6 en 2013 et 6 en 2008. Le nombre d'actifs ayant un emploi résidant dans la commune est de 30, soit un indicateur de concentration d'emploi de 30 % et un taux d'activité parmi les 15 ans ou plus de 55,6 %.
Sur ces 30 actifs de 15 ans ou plus ayant un emploi, 9 travaillent dans la commune, soit 30 % des habitants. Pour se rendre au travail, 76,7 % des habitants utilisent un véhicule personnel ou de fonction à quatre roues, 3,3 % les transports en commun, 3,3 % s'y rendent en deux-roues, à vélo ou à pied et 16,7 % n'ont pas besoin de transport (travail au domicile).

### Activités hors agriculture
7 établissements sont implantés  à Marnaves au 31 décembre 2019.
Le secteur de l'industrie manufacturière, des industries extractives et autres est prépondérant sur la commune puisqu'il représente 42,9 % du nombre total d'établissements de la commune (3 sur les 7 entreprises implantées  à Marnaves), contre 13 % au niveau départemental.

### Agriculture
|               | 1988 | 2000 | 2010 | 2020 |
| ------------- | ---- | ---- | ---- | ---- |
| Exploitations | 13   | 7    | 6    | 6    |
| SAU (ha)      | 389  | 287  | 227  | 206  |

La commune est dans les Causses du Quercy, une petite région agricole relativement pauvre et aride accueillant des élevages de brebis et agneaux en plein air, située dans le nord-ouest du département du Tarn. En 2020, l'orientation technico-économique de l'agriculture  sur la commune est la polyculture et/ou le polyélevage. Six exploitations agricoles ayant leur siège dans la commune sont dénombrées lors du recensement agricole de 2020 (13 en 1988). La superficie agricole utilisée est de 206 ha,,.

## Culture locale et patrimoine

### Lieux et monuments
- Église Saint-Médard à Marnaves.
- Château de la Prune ou de Roquereine, rappelant le sieur de Roquereine, consul de Cordes et seigneur de la Prune durant les guerres de religion. Erigé en 1232, il est offert par le comte de Toulouse[52].
- Lavoir de la fontaine, du XIXe siècle
- Les anciens fours à pain. Un four banal se trouve au hameau de Guillomeau et est abandonné en 1914
- Stèle commémorative du Maquis et Corps franc de la Prune et du maquis et Corps franc Vendôme F.F. I. F.T.P. (1935 - 45)
Deux petits buis sont plantés de part et d'autre du monument, situé après le fossé en bord de route - Stèle en ciment peint
- Calvaire de Guillaumo, datant de 1884.
- Aire de pique-nique récemment aménagée au cœur du village

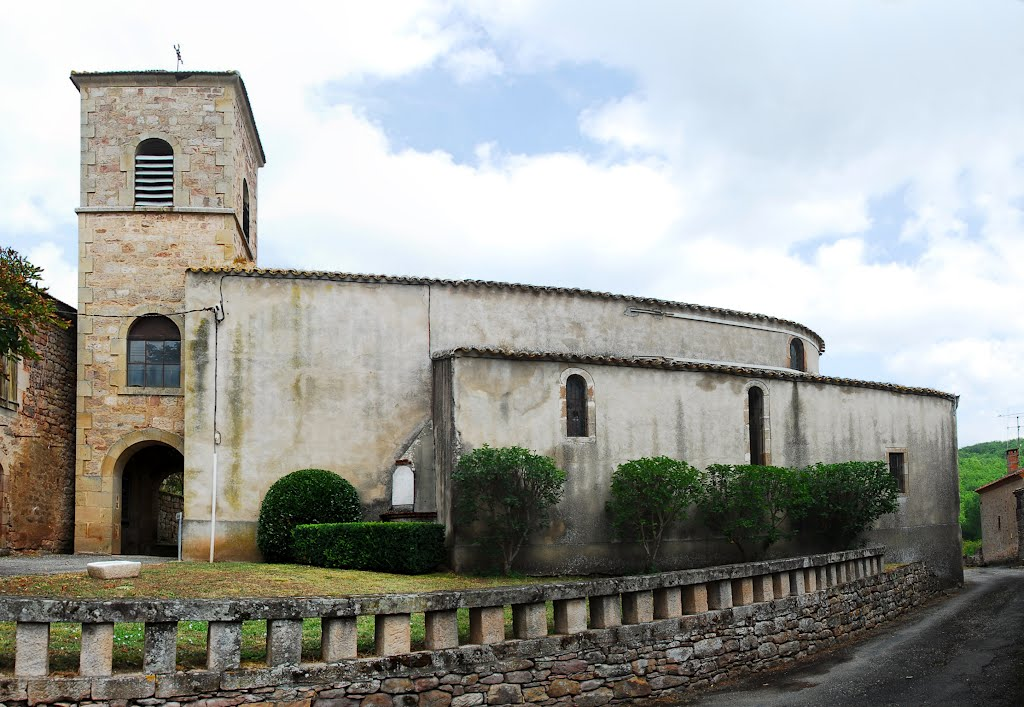
L'église Saint-Médard
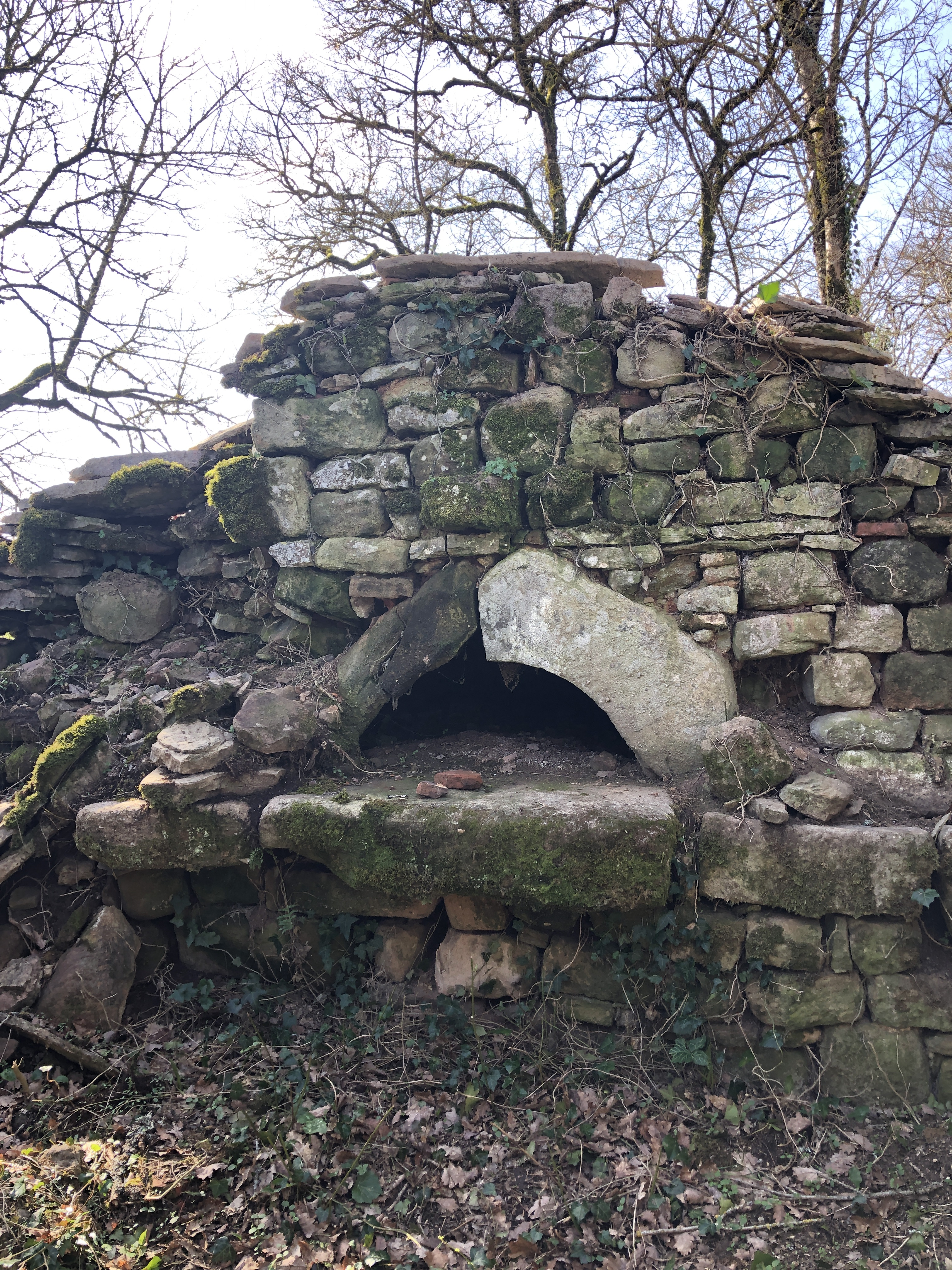
Ancien four à pain.
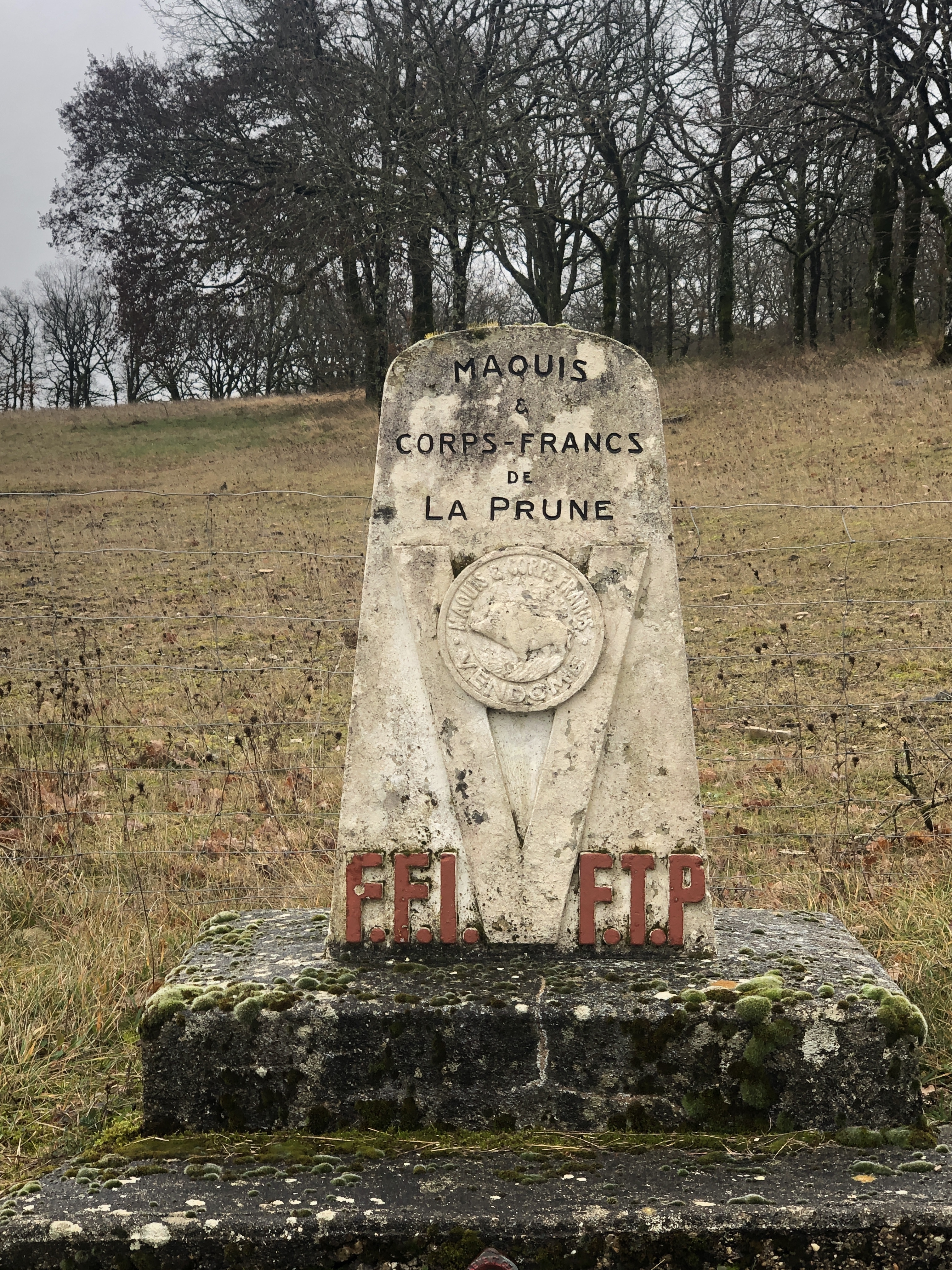
Stèle aux maquis et corps-francs
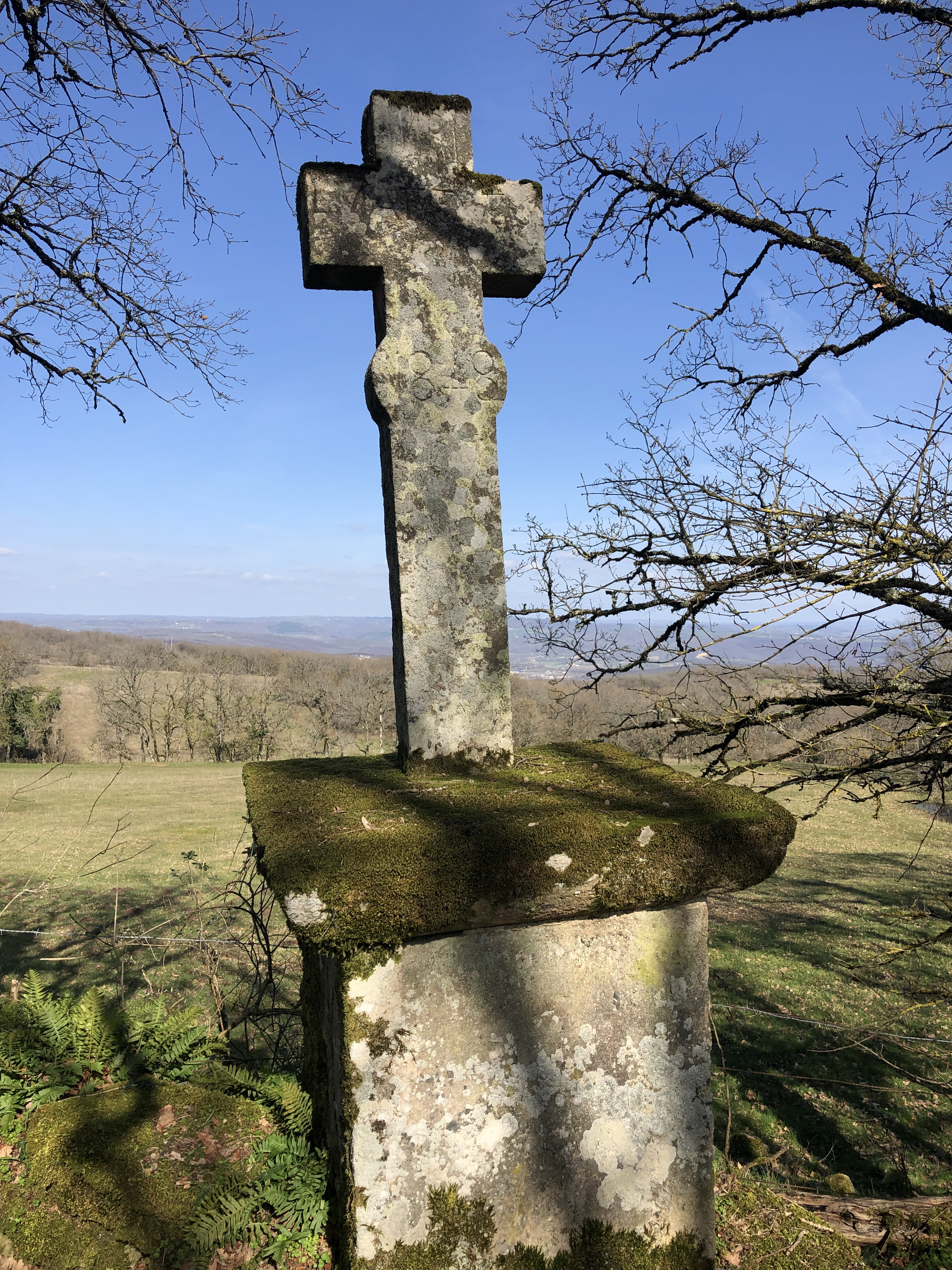
Croix de Guillaumo.

## Personnalitésliées à la commune
- Charles Brault (1752-1833, homme d'Église français, Évêque concordataire et Baron de l'Empire avant d'être Archevêque et pair de France, est curé de la paroisse peu après son ordination.
- Pierre Dalmond (1800-1847), évêque et premier vicaire apostolique de Madagascar, a été curé de la paroisse[53].